# International Association of Universities
L'International Association of Universities (IAU) è un'organizzazione non governativa che opera nel campo dell'istruzione superiore. Comprende oltre 600 istituti e organizzazioni di istruzione superiore in oltre 130 paesi. IAU è un partner ufficiale dell'UNESCO. La sede dell'organizzazione è a Parigi, in Francia, e si trova presso la sede dell'UNESCO.

## Storia
IAU è stata creata sotto gli auspici dell'UNESCO il 9 dicembre 1950 durante la Conferenza internazionale delle università di Nizza. Il suo obiettivo era e rimane quello di incoraggiare la cooperazione tra gli istituti di istruzione superiore di tutto il mondo.

## Governo
Gli organi direttivi dell'IAU sono l'Assemblea generale e il Consiglio di amministrazione. Il Segretariato attua la strategia adottata dagli organi di governo.

## Membri
A partire dal 1 gennaio 2022, l'International Association of Universities conta più di 600 membri (istituzioni, organizzazioni, affiliati e associati) in oltre 130 paesi in tutto il mondo.